# Батырева, Наталья Яковлевна
Ната́лья Я́ковлевна Ерёменко, в девичестве Ба́тырева; (12 декабря 1939, Москва — 15 мая 2019, Москва) — советская актриса кино, исполнительница ролей второго плана в известных советских фильмах 1950-х — 1960-х годов («Семь нянек», «А если это любовь?», «Девять дней одного года») и эпизодических ролей, а также ролей в телевизионных спектаклях тех лет, инженер-конструктор систем управления летательными аппаратами, участница разработки космических программ СССР (1961—1994 годов). Ветеран труда.

## Семья
Отец — Батырев Яков Прокофьевич (1907—1984), родом из Орловской губернии, из многодетной семьи зажиточных крестьян, инвалид Великой Отечественной войны, партийный работник и руководитель ряда советских предприятий. Мать — Батырева (в девичестве Аболдуева) Татьяна Степановна (1905—1974), из семьи московских мещан, медик. Оба похоронены на Преображенском кладбище в Москве. Наталья — единственная дочь в семье.

## Биография
Закончила одну из московских школ с медалью, поступила во ВГИК, однако из-за протестов отца не стала обучаться там и поступила в Московский авиационный институт на специальность «Системы управления летательными аппаратами». Окончила актёрские курсы при телевидении.
В 1961—1994 годах работала на закрытом конструкторском предприятии ЦКБ «Геофизика» в Москве, разрабатывала блоки управления космической техникой, в том числе принимала участие в программе создания космического корабля «Буран».
В молодые годы смогла совмещать работу со съёмками в советских фильмах о молодёжи, играя роли героинь второго плана.
В 80-е годы XX века помимо основной работы на «Геофизике» выезжала в качестве руководителя туристических групп в различные города и республики СССР, работала на горнолыжных и конных маршрутах, поскольку с юных лет увлекалась горнолыжным спортом.

## Фильмография
1. 1961 — А если это любовь? — Лариса
2. 1962 — Семь нянек — Ира
3. 1962 — Девять дней одного года — Физик
4. 1964 — Большая руда — Девушка в толпе (нет в титрах)

## Личная жизнь
Дважды была замужем: первый муж Андрей Андреевич Ерёменко, сын маршала СССР Андрея Ивановича Ерёменко, годы брака 1965—1972; второй муж — Валерий Ушерович Вайс, годы брака 1978—1980.

## Дети и внуки
Дети: Татьяна Ерёменко (род. 1965) и Андрей Ерёменко (род. 1970), трое внуков (Мария, Иван и Анна).

## Смерть
Долгое время была прикована к постели после инсульта, случившегося в 2012 году. Скончалась после тяжёлой продолжительной болезни 15 мая 2019 года в возрасте 79 лет, похоронена на Преображенском кладбище в Москве.